# Maciej Krzysztof Janeczek
Maciej Krzysztof Janeczek – polski lekarz weterynarii, doktor habilitowany nauk weterynaryjnych, profesor nauk rolniczych. Specjalizuje się w anatomii ssaków.
W 2005 uzyskał stopień naukowy doktora. Praca doktorska nosiła tytuł Morfologia i rozwój języka świni w okresie prenatalnym. Promotorem pracy doktorskiej był Norbert Jan Pospieszny. W 2013 Janeczek otrzymał stopień naukowy doktora habilitowanego. Praca habilitacyjna nosiła tytuł Morfologia otworu wielkiego (foramen magnum) u psa domowego (Canis lupus f. familiaris).  Z dniem 10 marca 2020 roku nadano mu stopień naukowy profesora. Maciej Janeczek jest specjalistą z zakresu chirurgii weterynaryjnej. 
Jest współautorem podręcznika z zakresu historii weterynarii zatytułowanego Historia weterynarii i deontologia.